# Leopold Zborowski

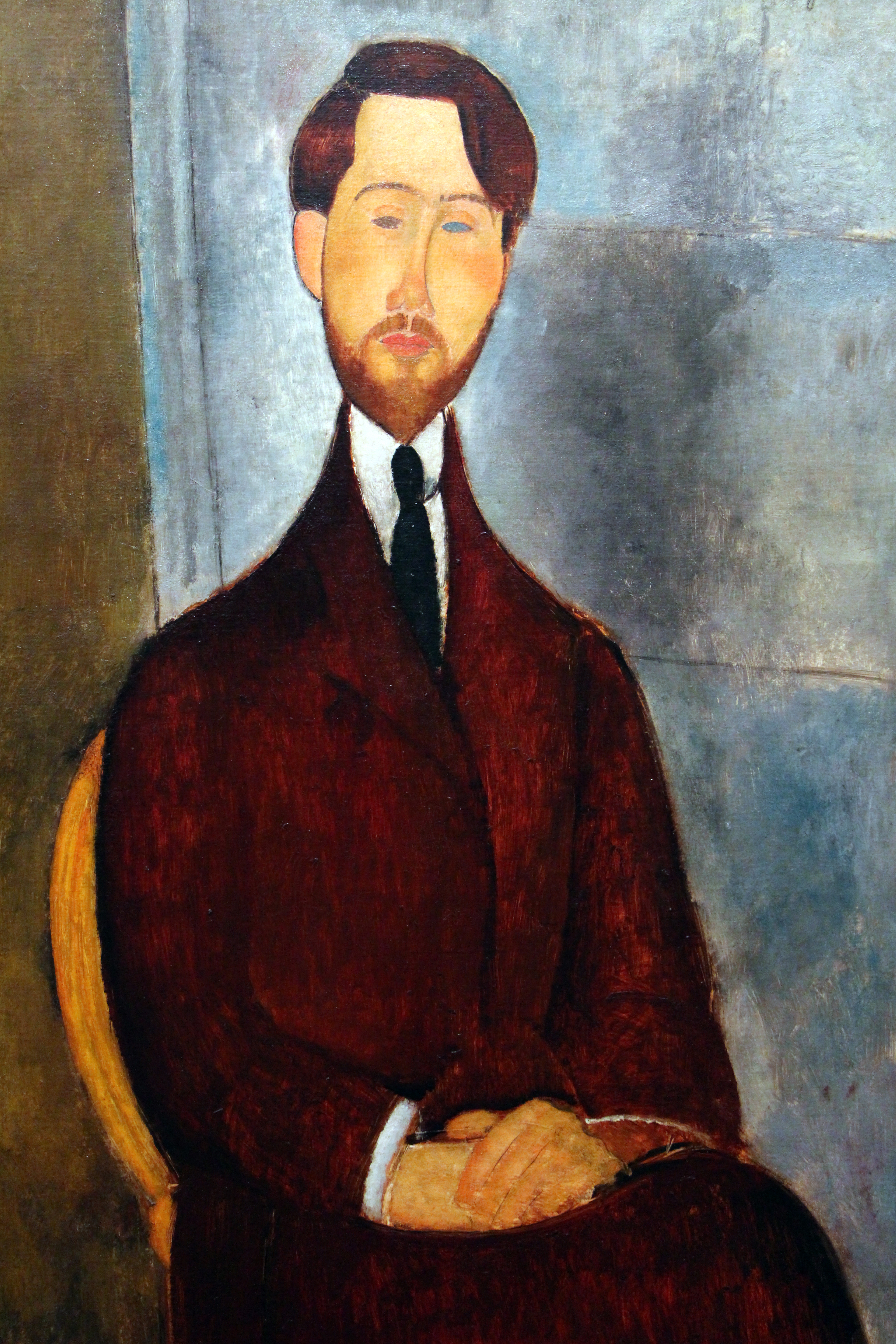
Modigliani: Porträt des Léopold Zborowski, (1919)

Leopold Zborowski (* 10. März 1889 in Salischtschyky; † 24. März 1932 in Paris) war ein polnischer Kunsthändler und Dichter.

## Leben

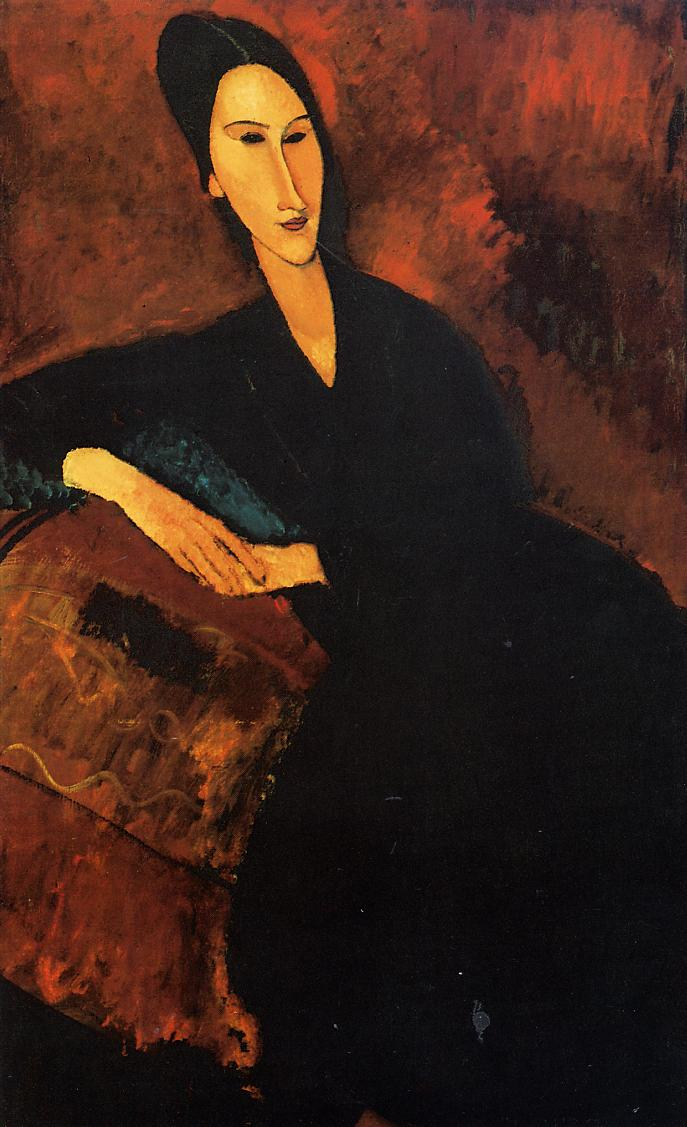
Amedeo Modigliani: Porträt Anna Zborowska (1917), Museum of Modern Art, New York

Wie seine Lebensgefährtin und spätere Ehefrau Anna (oder Hanka), die er im Winter 1915 kennenlernte, kam Leopold Zborowski 1910 nach Frankreich, wo er eine Anstellung als Kunsthändler an der Académie des Beaux-Arts fand. Er verkehrte oft im Café de la Rotonde, dem Treffpunkt der Kubisten, im Künstlerviertel Montparnasse in Paris.
In den folgenden Jahren erwarb er Gemälde unter anderem von Marc Chagall, Alexej von Jawlensky, Paul Klee, Pablo Picasso, Paul Cézanne, André Derain, Aristide Maillol, Chaim Soutine, René Iché, Maurice de Vlaminck, Georges Rouault, Varlin, Maurice Utrillo und Auguste Rodin.
Im Jahr 1916 stellte der Maler Moise Kisling seinen Freund und Nachbarn Amedeo Modigliani dem Kunsthändler Zborowski vor, und der nahm ihn unter Vertrag. In den folgenden Jahren malte Modigliani für ihn 35 Bilder. Um den deutschen Bomben zu entgehen, zog das Ehepaar Zborowski mit der Emigrantin Lunia Czechowska, deren Mann an der Front war und sie in die Obhut des Jugendfreundes gegeben hatte, nach Nizza und Cagnes-sur-Mer. Czechowska wurde ein wichtiges Modell für Modigliani. Ihre Beziehung war platonisch, was erwähnenswert ist, weil der italienische Beau viele Affären hatte. Nach dem Tod seines Schützlings (1920 an tuberkulöser Meningitis) kaufte Leopold Zborowski alle Bilder, Skulpturen und Skizzen auf und wurde dadurch wohlhabend. Auf Anraten von Zborowski hielt sich der Maler Chaim Soutine in den Jahren von 1919 bis 1922 im Pyrenäenort Céret auf, wo er eine in der Kunst des 20. Jahrhunderts einzigartige Landschaftsserie schuf.
Ende der 1920er Jahre hatte Leopold Zborowski eine Liaison mit seiner Sekretärin Paulette Jourdain und trennte sich von seiner Ehefrau. Sein Vermögen verlor er 1929 durch die Weltwirtschaftskrise und starb 1932 völlig verarmt in Paris, wo er in einem Armengrab bestattet wurde. Seit dem Tod seiner Lebensgefährtin Anna 1978 liegen beide in einem Grab des Pariser Friedhofs Père-Lachaise, 89. Abteilung.

## Sonstiges
Von Leopold Zborowski existieren mindestens acht Porträts in Öl von Amadeo Modigliani sowie ein Porträt von André Derain (1923) und eines von Jean Fautrier (1928). 2003 wurde beim Auktionshaus Sotheby’s in London von einem unbekannten Käufer ein Porträt Modiglianis aus dem Jahr 1917 für 1.464.000 $ gekauft.